# Оук Вали (Њу Џерзи)
Оук Вали (енгл. Oak Valley) насељено је место без административног статуса у америчкој савезној држави Њу Џерзи.

## Демографија
По попису из 2010. године број становника је 3.483, што је 264 (-7,0%) становника мање него 2000. године.
| Група             | 2000.         | 2010.         |
| Белци             | 3.446 (92,0%) | 3.187 (91,5%) |
| Афроамериканци    | 152 (4,1%)    | 108 (3,1%)    |
| Азијати           | 30 (0,8%)     | 29 (0,8%)     |
| Хиспаноамериканци | 84 (2,2%)     | 107 (3,1%)    |
| Укупно            | 3.747         | 3.483         |